# شرطة المرور

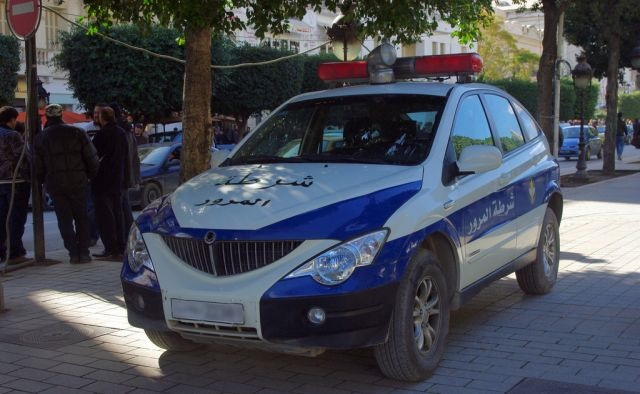
شرطة المرور في تونس

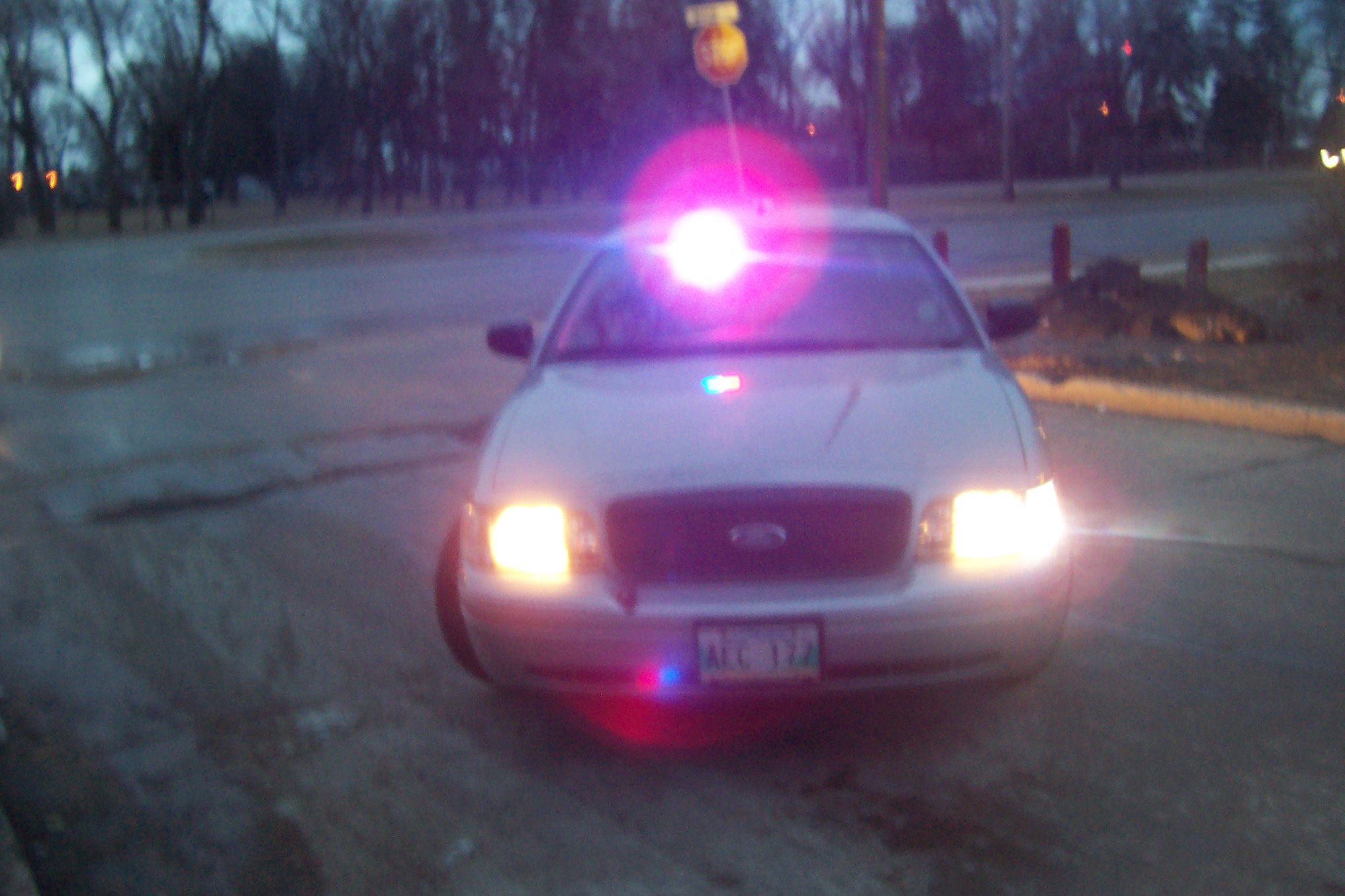
سيارات شرطة المرور السرية لا علامات مميزة فيها إلا عند تشغيل أضواء التنبيه للتوقيف والمطاردة.

شرطة المرور أو شرطة السير قطاع موجود في أغلب البلدان يتبع الشرطة أو لجهاز الأمن الداخلي ومسئوليته تطبيق قواعد السير وتحقيق السيولة المرورية خصوصا حال حدوث تكدسات ناجمة عن الازدحام أو عن حادث سير مثلا.

## المرور السري
في عدد من الدول ومنها السعودية، تراقب سيارات غير معلمة بعلامات مميزة المرور لترصد المخالفات.